# Коляно Юрій Михайлович
Коляно Юрій Михайлович (24 вересня 1936, с. Трительники — 19 жовтня 1990, Львів) — відомий український вчений. Доктор технічних наук.Професор.

## Біографія
Народився 24 вересня 1936 р. в с. Трительники Чорноострівського (тоді Волочиського) району Хмельницької області.
Закінчив Львівський державний університет ім. Ів. Франка (1959 р.) і аспірантуру при Фізико-механічному інституті ім. Г. В. Карпенка АН УРСР (1964 р.).

## Наукова діяльність
Трудову та наукову діяльність розпочав інженер конструктором Науково-дослідного інституту важкого машинобудування Уралмашзаводу (1959—1961 рр.), з 1961 по 1972 рр. — аспірант, молодший, старший науковий співробітник ФМІ ім. Г. В. Карпенка АН УРСР. Під керівництвом Я. С. Підстригача Ю. М. Коляно виконує і в 1964 р. успішно захищає в Інституті механіки АН України дисертацію на здобуття наукового ступеня кандидата технічних наук «Температурні напруження в тонких пружних пластинках з тепловіддачею при нестаціонарному тепловому режимі», а в 1972 р., там же, — дисертацію на здобуття наукового ступеня доктора технічних наук «Основи теорії і розрахунок нестаціонарних температурних полів і напружень в анізотропних і ізотропних пластинках з теплообміном». Ю. М. Коляно стає відомим вченим і вчителем, виховує і гуртує навколо себе потужний загін науковців. У 1974 році створює в Інституті прикладних проблем механіки і математики АН України відділ термомеханіки, який очолює до кінця свого життя. В 1976 р. йому присвоєно вчене звання професора.
Помер у Львові 19 жовтня 1990 року, похований на Личаківському цвинтарі, поле № 34.

## Основні напрями наукової діяльності
Основні напрями наукової діяльності: методи визначення та дослідження температурних полів і напружень у тонкостінних й масивних тілах з теплообміном; узагальнена термомеханіка анізотропних та ізотропних тіл, що враховує теплову інерцію у рівняннях взаємозв'язаної динамних задачі й граничних умовах теплообміну; теорія і методи термомеханіки тіл неоднорідної структури з використанням узагальнених функцій.
Наукова спадщина професора Коляна Ю. М. нараховує близько 300 наукових статей та 7 монографій, зокрема:
- Подстригач Я. С., Коляно Ю. М. Неустановившиеся температурные поля и напряжения в тонких пластинках. — Киев: Наук. думка, 1972. — 308с.;
- Подстригач Я. С., Коляно Ю. М. Обобщенная термомеханика. — Киев: Наук. думка, 1976. — 310с.;
- Подстригач Я. С., Коляно Ю. М., Громовык В. И., Лозбень В. А. Термоупругость тел при переменных коэффициентах теплоотдачи. — Киев: Наук. думка, 1977. –158с.;
- Подстригач Я. С., Коляно Ю. М., Семерак М.М Температурные поля и напряжения в элементах электровакуумных приборов. — Киев: Наук. думка, 1981. — 342с.;
- Коляно Ю. М., Кулык А. Н. Температурные напряжения от обьёмных источников. — Киев: Наук. думка, 1983. — 288с.;
- Подстригач Я. С., Ломакин В.А, Коляно Ю. М. Термоупругость тел неоднородной структуры. — М.: Наука, 1984. — 378с.;
- Коляно Ю. М. Методы теплопроводности и термоупругости неоднородного тела. — Киев: Наук. думка, 1992. — 280с., в яких висвітлюються та розвиваються започатковані ним підходи до розв'язання найактуальніших фундаментальних та прикладних проблем механіки деформівного твердого тіла.

Він співавтор низки винаходів, що стосуються виготовлення електронно-променевих приладів та термообробки технологічного оснащення, зокрема: «Токоподвод электровакуумного прибора» АС 1980, (Подстригач Я. С., Семерак М. М.);
«Рамо-масочный узел цветной электронно-лучевой трубки» АС № 1382293 (ДСП), 15.07.1987, (Подстригач Я. С., Ващенюк Н. Н., Малкиель Б. С. и др.);
«Способ изготовления экраномасочного узла цветной электронно-лучевой трубки» АС № 1480656 (ДСП), 15.01.1989,
(Подстригач Я. С., Ващенюк Н. Н., Малкиель Б. С. и др.); «Способ упрочнения рабочих кромок деталей технологической оснастки» АС № 1420956, 01.05.1988,
Професор Коляно Ю. М. був ініціатором проведення в 1976, 1978, 1981 роках наукових конференцій по комплексній науково-технічній програмі «Якість електронно-променевих приладів» і по праву вважається, разом з академіком Я. С. Підстригачем, фундатором вже традиційної Міжнародної наукової конференції «Математичні проблеми механіки неоднорідних структур».
Поряд з науковою роботою професор Коляно Ю. М. багато сил і енергії віддавав педагогічній діяльності. Протягом низки років він читав лекції студентам Львівського державного університету ім. Івана Франка та Львівського політехнічного інституту. Його ідеї продовжують і розвивають понад 30 вихованих ним кандидатів і докторів наук, зокрема, докторами наук стали його учні Малкіель Б. С., Семерак Ф. В., Семерак М. М., Кушнір Р. М., Попович В. С. і Процюк Б. В.